# Tijucas (microregio)
Tijucas is een van de 20 microregio's van de Braziliaanse deelstaat Santa Catarina. Zij ligt in de mesoregio Grande Florianópolis en grenst aan de microregio's Florianópolis, Tabuleiro, Ituporanga, Blumenau en Itajaí. De microregio heeft een oppervlakte van ca. 2.128 km². In 2006 werd het inwoneraantal geschat op 74.198.
Zeven gemeenten behoren tot deze microregio:
- Angelina
- Canelinha
- Leoberto Leal
- Major Gercino
- Nova Trento
- São João Batista
- Tijucas

Mesoregio's: Grande Florianópolis · Norte Catarinense · Oeste Catarinense · Serrana · Sul Catarinense · Vale do Itajaí

Microregio's: Araranguá · Blumenau · Campos de Lages · Canoinhas · Chapecó · Concórdia · Criciúma · Curitibanos · Florianópolis · Itajaí · Ituporanga · Joaçaba · Joinville · Rio do Sul · São Bento do Sul · São Miguel do Oeste · Tabuleiro · Tijucas · Tubarão · Xanxerê